# رهوة العزاني (حبيل جبر)

تعديل مصدري - تعديل

رهوة العزاني هي إحدى قرى عزلة حبيل جبر بمديرية حبيل جبر التابعة لمحافظة لحج، بلغ تعداد سكانها 51 نسمة حسب تعداد اليمن لعام 2004.